# Менче
Мѐнчето (умалително котле), наричано още бакър (синоним на мед), е малък меден домашен съд с разширено дъно и дръжка отгоре за носене и топлене на вода. Мѐнците (само мн.ч.) са по-големи от менчето.

## Предназначение
Двойка менци, поставени в двата края на кобилица, са служели на жените да пренасят вода в старо време от водоизточници (извори, чешми, кладенци). Ползвали са се и за топлене на вода и готвене над огън.

## Ритуали

### Ритане на менчето
Сватбен ритуал, при който в едно менче се слагат бяло и червено цвете. Бялото е символ на мъжкото начало, червеното – на женското. Булката рита менчето и според традицията което цвете първо се покаже – такава ще е първата рожба на семейството.

### Ритуал за късмет
Вярва се, че плисната вода, преди потегляне на път пред някой от семейството, ще го предпази от беди, като че ли вода ги е отнесла. Повсеместен ритуал е в първия учебен ден директорът/деканът на учебното заведение да плисне вода от менче, откъдето минават учениците/студентите. Оттам е и пожеланието „Да ти върви по вода“.

## В литературата
Менците са често срещан елемент в повествованието във възрожденската ни литература. Т.к. често момите ходят до обществен източник на вода (извор или геран) с менци, на това място се събират момците, формирайки своеобразна седянка (място за срещи и разговори). В „Изворът на Белоногата“ на Петко Славейков е описана такава среща на извор.